# 聖喬治大教堂 (亞的斯亞貝巴)
聖喬治大教堂（羅馬化：yek’idusi gīyorigīsi katēdirali）是位於衣索比亞首都亞的斯亞貝巴的一座埃塞俄比亞正統台瓦西多教會教堂，建築呈八角形。教堂奠基於19世紀，位於15世紀的舊教堂的廢墟上。它以聖喬治的名字命名 。